# Османгази
Османгази (тур. Osmangazi) — район провинции Бурса (Турция), часть города Бурса.

## История
Район образовался из трёх постепенно слившихся друг с другом населённых пунктов: Османгази, Эмек и Демирташ.